# 日産・NV300
NV300（エヌブイ300）は、日産自動車が販売しているバンである。2021年に、名称が「プリマスター」に変更されたが、本記事では便宜上2021年以降のプリマスターについても解説する。

## 概要
2016年9月21日、ハノーファーにて新型LCVとして発表された。日産が販売しているLCVシリーズの中では、NV200/e-NV200とNV400の中間に位置づけられており、プリマスターの後継車でもある。生産は、OEM元であるルノー・トラフィックと同じく、フランスのノルマンディー地域圏にあるサンドゥヴィル工場で製造されている。また、このNV300が加わったことにより、日産は市場で最も幅広い商用車のラインナップを抱えることとなった。
NV300のエンジンオプションにはいずれも、日産が販売しているクロスオーバーSUVの「キャシュカイ」や「エクストレイル」と同じ1.6リッターのディーゼルエンジンを搭載する。加えて、全車にディーゼル微粒子捕集フィルターを標準装備し、排出ガス基準Euro 6に適合。さらに、すべてに選択触媒還元脱硝装置(SCR)が装備されている。これはAdBlue尿素水を別の車載タンクに注入し、酸化した空気中で窒素酸化物(NOx)還元反応を行い、NOxの排出を低減するものである。

### ビッグマイナーチェンジ
2021年2月、日産はNV300の商用モデルと乗用モデルのデザインを変更した。Cの字を模したような新しい形のLEDヘッドライトを備え、2020年に登場したNV400から導入したインターロックグリルを採用している。エンジンは以前とは異なり排出ガス基準Euro 6dに適合した、2リッターdCiディーゼルエンジンを搭載している。9月には、本体のデザインはそのままに、2001年から2016年に発売されたモデルと同様に「プリマスター」に名前が変更された。

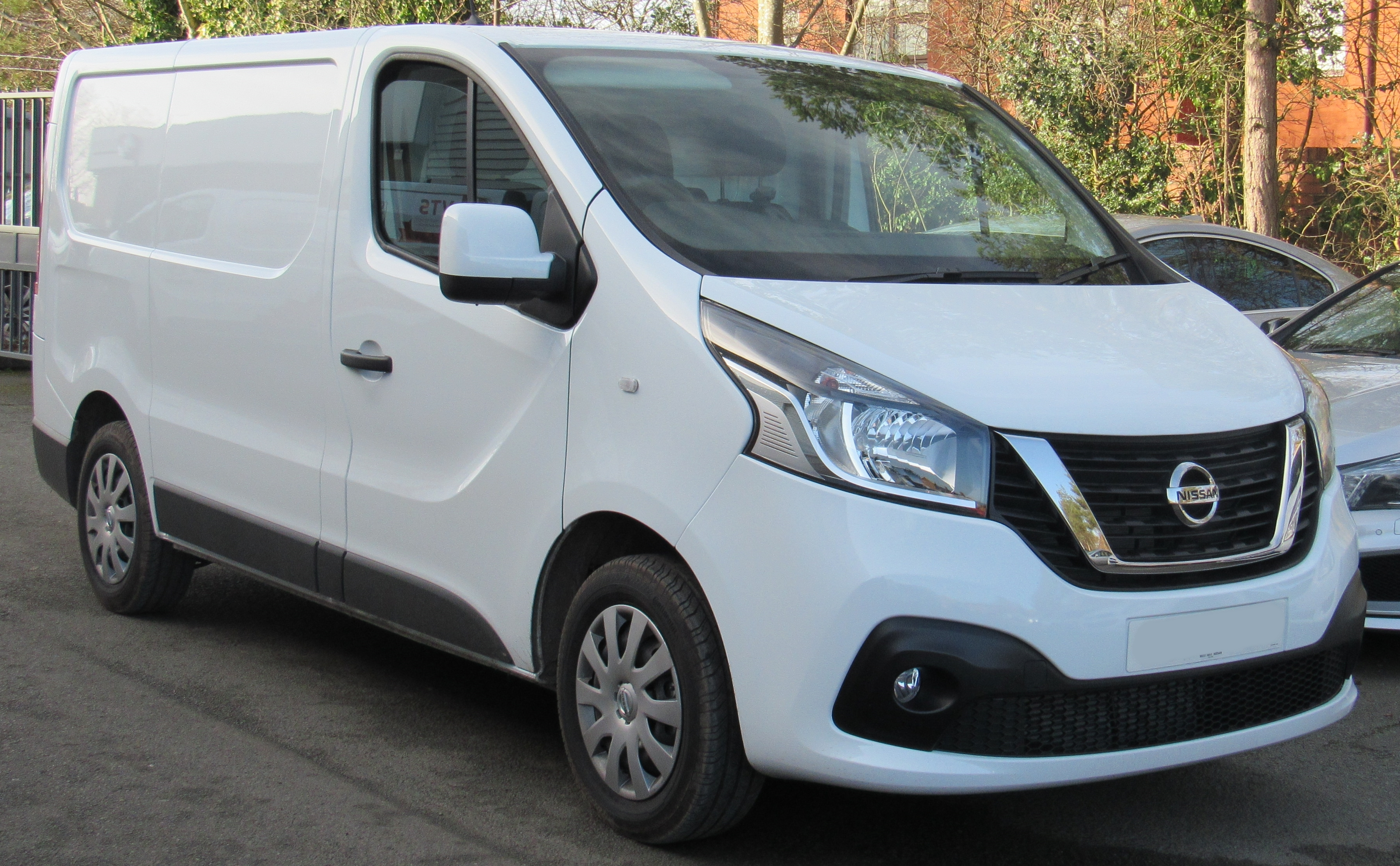
2017年改良型ACENTA DCi 1.6
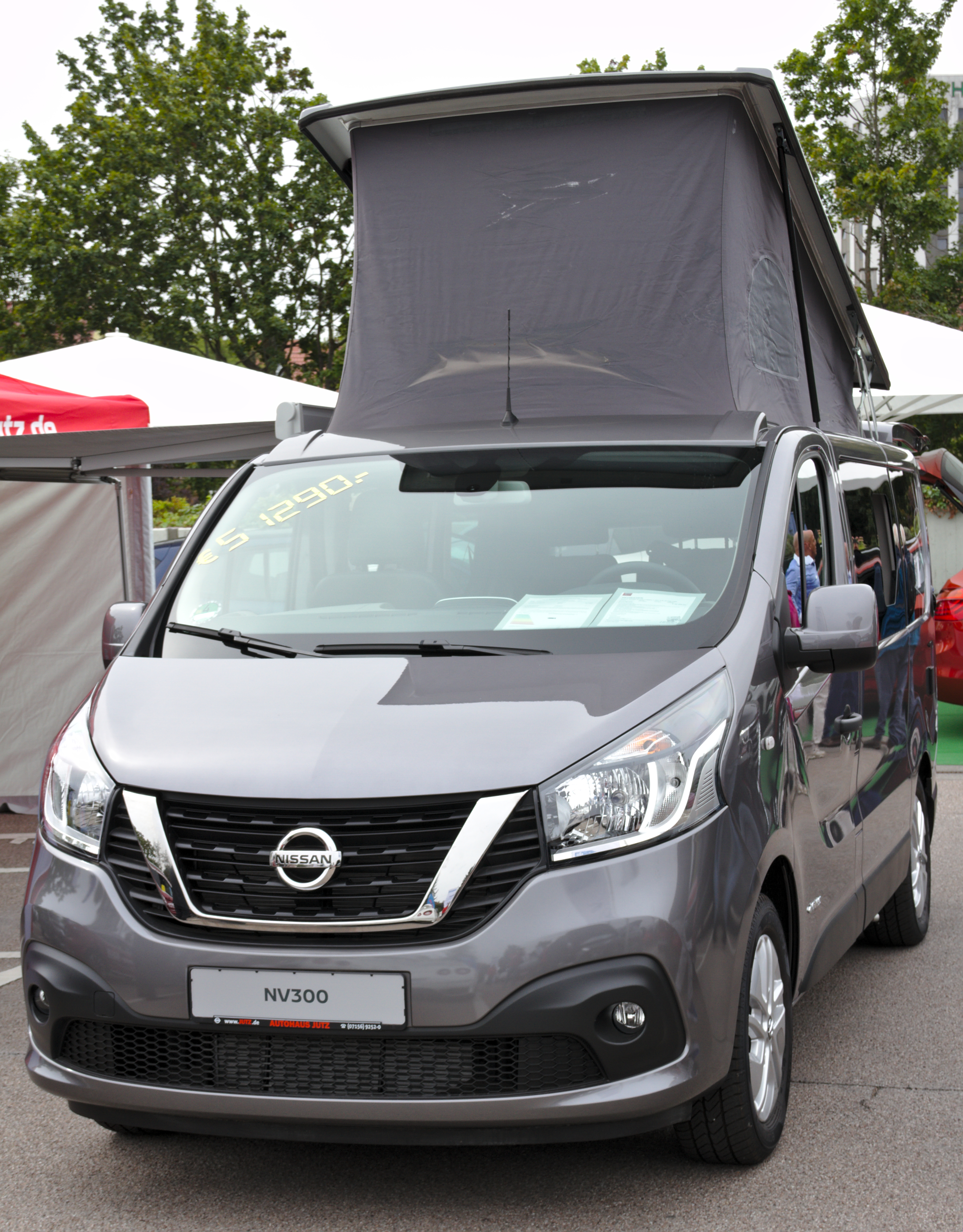
キャンプ仕様
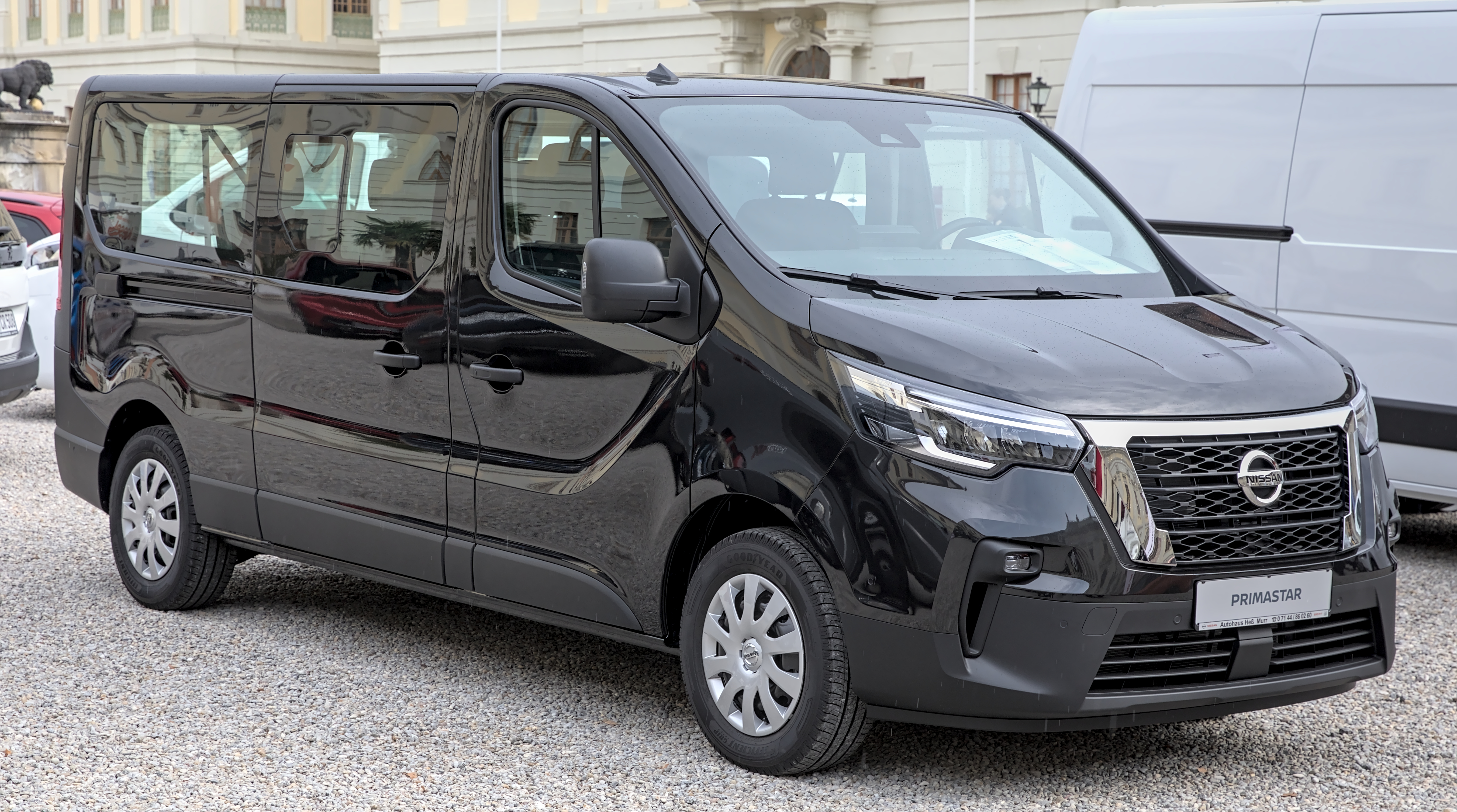
2022年改良型プリマスター（フロント）
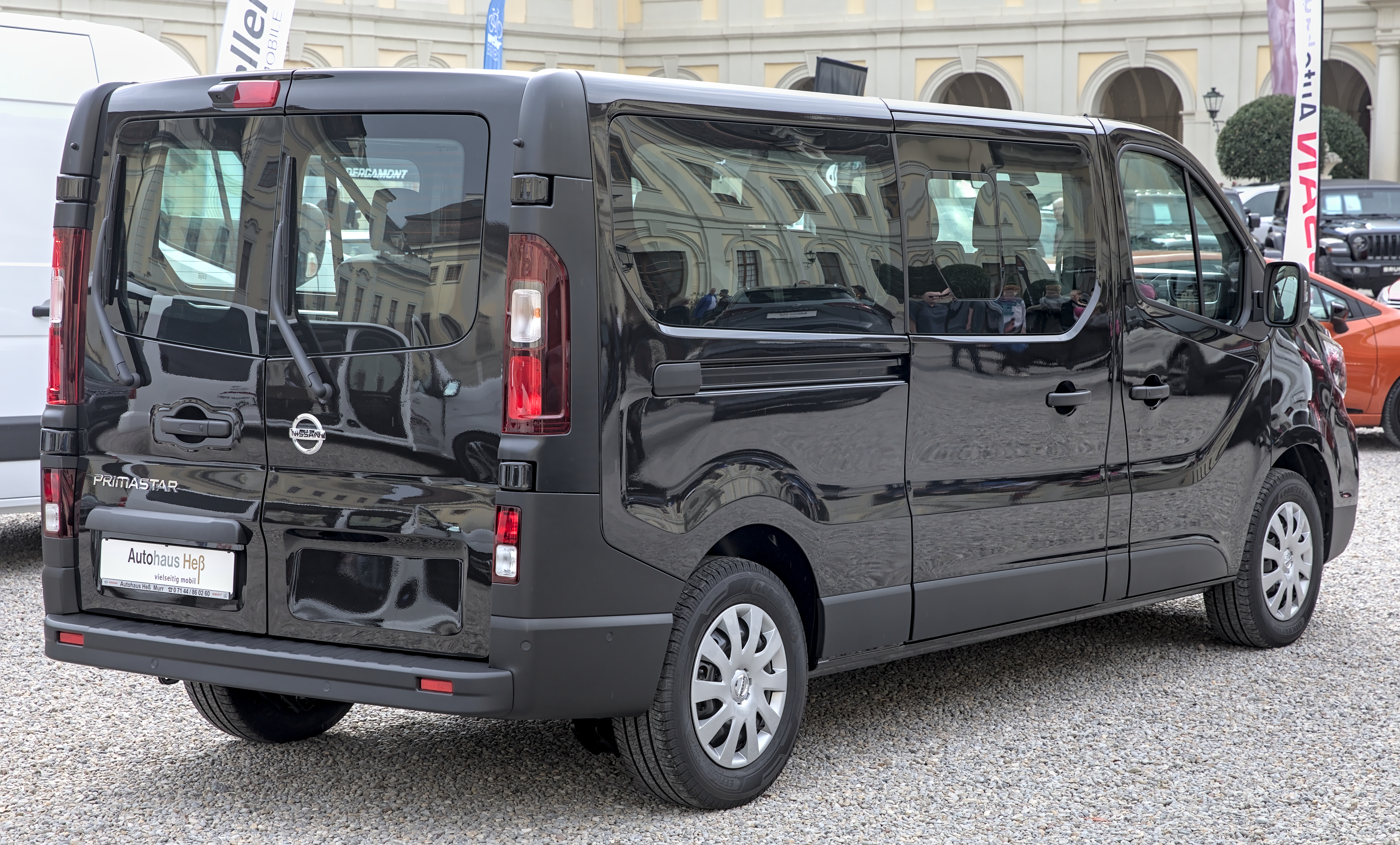
2022年改良型プリマスター（リア）

## ボディタイプ
- パネルバン（スライドドアの数は0～2から選択可能）
- クルーバン
- コンビ（スライドドアの数は0～2から選択可能）

## ボディカラー
- コメットグレー(メタリック)
- ストーングレー(メタリック)
- カーマインレッド(メタリック)
- アーバングレー(ソリッド)
- グラシエラホワイト(ソリッド)
- ジェットブラック(メタリック)

## グレード
2023年現在におけるグレードは、以下の4種類である。パネルバンとクルーバンには同じグレードが用意されているが、細かな内容は異なる。
- VISIA
  - 16インチの鉄製ホイールとホイールカバーが装着される。LEDヘッドライト、フロントパワーウィンドウ、アームレスト、高さ調整機能付きの運転席などが装備される。Bluetooth付DABオーディオシステムとステアリングホイールにコマンドボタンと電話機能が追加される。イモビライザー、リモートロック、エアバッグ（運転席側）、自動点灯ヘッドライト及び自動ワイパーなどの安全装備が備わる。
- ACENTA
  - LEDフォグライト、マニュアルエアコン、電動パーキングブレーキ、クルーズコントロールなどが装着される。また、Apple CarPlayとAndroid Autoが使用可能なタッチパネル付きのオーディオシステムに加えて、リバースパーキングセンサーやインテリジェントブレーキアシストといった安全装備が備えられる。オプション装備で、リアガラスパック（H1のみの設定、運転席後ろのフルスチール製隔壁（固定窓付き）、ガラス張りの180度開閉可能な観音開きのリアドア（またはテールゲート）、ヒーター付きリアスクリーンとリアワイパー）、オフサイドドアパック（スライド式パネルドアと270度開閉可能なリアドア（L2H1のみ））が選択できる。
- TEKNA
  - 17インチアルミホイールが装着される。ニッサンコネクトと衛星ナビゲーターが利用できる8インチタッチスクリーンと革巻きステアリングホイール、革巻きシフトノブを装備している。前方にパーキングセンサー、後方にカメラが装着される。オプション装備でリアガラスパックとオフサイドドアパックが選択できるのはACENTAと同じである。
- TEKNA+
  - TEKNAをベースに、より安全装備が追加されたグレードである。前方緊急ブレーキ、車線逸脱警報、タイヤ圧力モニター、ハイビーム/ロービーム自動切り替え機能などの安全装備が追加される。

## 諸元

### パワートレイン
|            | M9R                                  | M9R                                  | M9R                                  | M9R                                  |
| ---------- | ------------------------------------ | ------------------------------------ | ------------------------------------ | ------------------------------------ |
| タイプ     | 直列4気筒ディーゼルエンジン 16バルブ | 直列4気筒ディーゼルエンジン 16バルブ | 直列4気筒ディーゼルエンジン 16バルブ | 直列4気筒ディーゼルエンジン 16バルブ |
| 最高出力   | 81 kW (110 PS) / 3,500 rpm           | 96 kW (131 PS) / 3,500 rpm           | 110 kW (150 PS) / 3,500 rpm          | 125 kW (170 PS) / 3,500 rpm          |
| 最大トルク | 300 N⋅m (31 kgf⋅m) / 1,500 rpm       | 330 N⋅m (34 kgf⋅m) / 1,500 rpm       | 350 N⋅m (36 kgf⋅m) / 1,500 rpm       | 380 N⋅m (39 kgf⋅m) / 1,500 rpm       |

### 寸法
|            | 外装  | 外装  | WB    | WB    | 内装                      | 内装                      |
| ---------- | ----- | ----- | ----- | ----- | ------------------------- | ------------------------- |
|            | L1    | L2    | L1    | L2    | L1                        | L2                        |
| パネルバン | 5,080 | 5,480 | 3,098 | 3,498 | 2,537                     | 2,937                     |
| クルーバン | 5,080 | 5,480 | 3,098 | 3,498 | 1,914 (最小) 2,023 (最大) | 2,314 (最小) 2,423 (最大) |

| 外装  | 外装  | 内装  | 内装  | 荷台 | 荷台 |
| ----- | ----- | ----- | ----- | ---- | ---- |
| H1    | H2    | H1    | H2    | H1   | H2   |
| 1,971 | 2,486 | 1,387 | 1,898 | 552  | 552  |

|            | L1H1 | L2H1 | L1H2 | L2H2 |
| パネルバン | 5.80 | 6.70 | 7.75 | 8.90 |
| クルーバン | 3.20 | 4.00 | N/A  | N/A  |